# Джони Вайсмюлер
Джони Вайсмюлер (на английски: Johnny Weissmuller) е американски плувец, първият човек в историята на плуването, който преплува 100 метра под 1 минута.
Печели общо 5 златни олимпийски медала (от летните игри през 1924 и 1928 година) и един бронзов медал във водната топка. За цялостната си кариера подобрява 67 световни рекорда. Някои считат, че е унгарец по произход, защото е роден на територията на тогавашна Австро-Унгария, днешна Румъния. Но още като дете пристига в Америка и се установява в Чикаго.
След като приключва състезателната си дейност, той става актьор, като играе ролята на Тарзан в 12 различни филма. Неговият характерен вик се използва и е познат по целия свят. Шимпанзето на Тарзан, наречено Чита, е все още живо (2008) и е най-възрастното животно-кинозвезда.